# Хозьер, Генри Монтегю
Сэр Ге́нри Монтегю́ Хозьер (англ. Sir Henry Montagu Hozier, 20 марта 1838, Босуэлл, обл. Южный Ланаркшир, Шотландия — 28 февраля 1907, Панама) — полковник британской армии, корреспондент газеты «The Times», военный историк. В частности писал о военных кампаниях, при которых присутствовал сам. Секретарь-администратор корпорации «Ллойд» в Лондоне. Отец баронессы Клементины Спенсер-Черчилль.

## Биография
5-й сын помещика и адвоката Джеймса Хозьера (1791—1878) и Кэтрины Филден (ок. 1800—1870). Образование получил в Эдинбургской академии в г. Рэгби. После окончил Королевскую военную академию в Вулвиче. В 1856 году зачислен в полк Королевской артиллерии где получил звание лейтенанта. В 1860 году принимал участие в боях во Второй Опиумной войне (1856—1860). В 1863 году зачислен во 2-й Лейб-гвардии драгунский полк. В 1863—1865 годах для Военного министерства составил 4 пособия по организации кавалерии и штаба корпуса. Присутствовал в Датско-прусской (1864) и Австро-прусской (1866) войнах в прусской армии в качестве корреспондента газеты «The Times». В Абиссинской экспедиции (1867—1868) помощник главнокомандующего англо-индийской армией генерал-лейтенанта Р. К. Нейпира. Там же, учитывая прошлый опыт, вновь был привлечён к «The Times» в качестве военного корреспондента, для сложных телеграфных переговоров. В 1870 году присвоено звание подполковника. Во время Франко-прусской войны (1870—1871) помощник военного атташе в штабе германской армии. За участие в последней был награждён Железным крестом от германского императора Вильгельма I. Позже служил в военном ведомстве, где получил звание полковника в 3-м Лейб-гвардии драгунском полку. В 1874 году Хозьер вышел в отставку. В том же году в возрасте 36 лет вступил в Лондонскую корпорацию «Ллойд» (англ. Lloyd’s of London — известный рынок страхования) в качестве секретаря корпорации. За 32 года в данной должности Хозьер во многом преуспел и был движущей доминирующей силой корпорации. С 1897 года кавалер Ордена Бани. В 1906 году покинул корпорацию «Ллойд».
Умер в Панаме от пиемии 28 февраля 1907 года. Там же похоронен 1 марта на иностранном кладбище.

## Семья
Генри Хозьер был женат дважды:

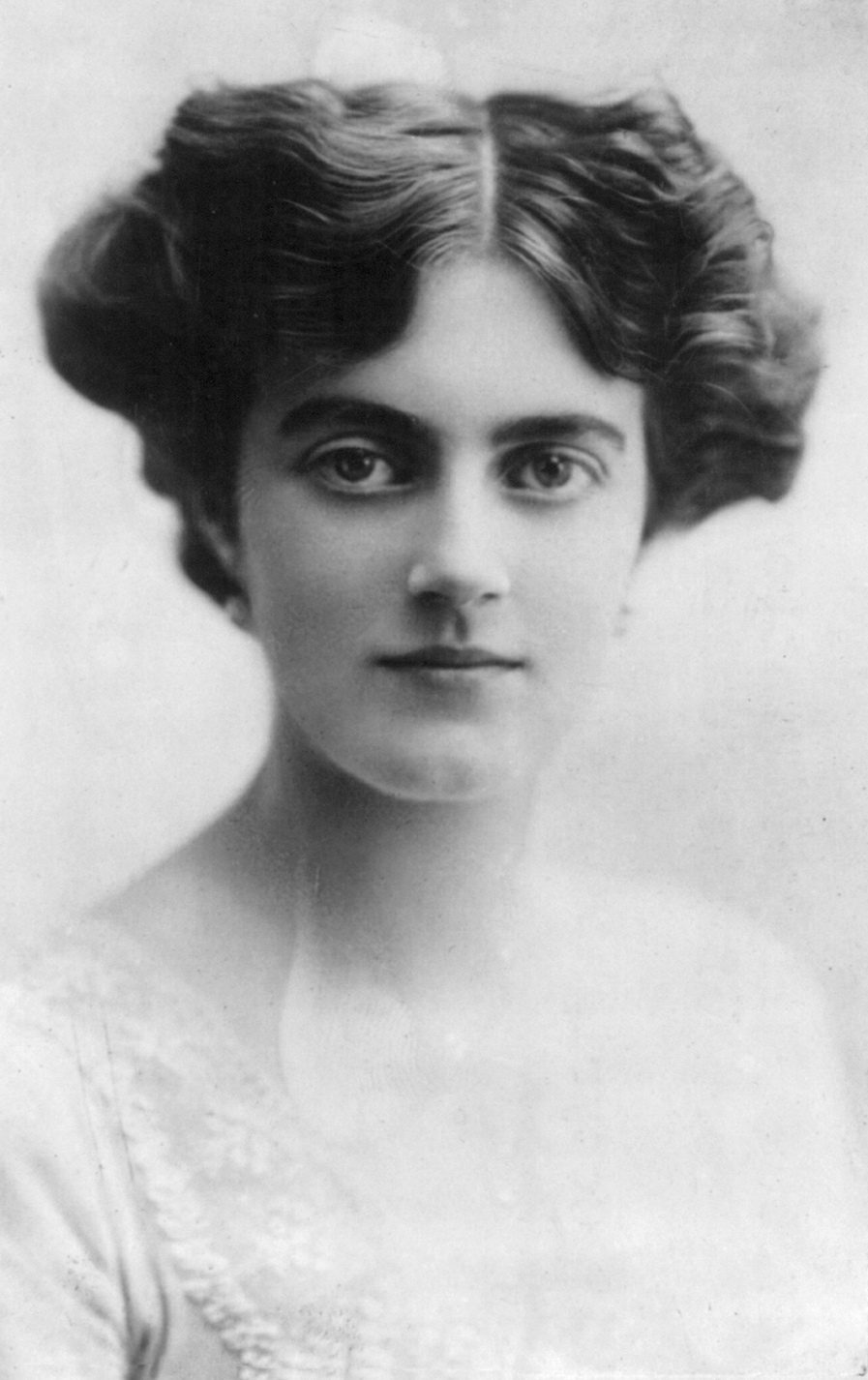
К. Черчилль
(16 февраля 1915)

- 1-я жена (1868 — май 1878[1]) — Элизабет Лион (англ. Eleanor Elizabeth Lyon) (1850—?);
- 2-я жена (с 28 сентября 1878—1891) — леди Бланш Генриетта Огилви (англ. Lady Henrietta Blanche Ogilvy) (1852—1925), дочь 10-го графа Эйрли[англ.] (Шотландия) Д. Г. Огилви.

Дети от 2-го брака:
- дочь — Кэтрин (Китти) (англ. Katharine (Kitty) Ogilvy Hozier) (1883—1900);
- дочь — Клементина, в замужестве — баронесса Спенсер-Черчилль (англ. Clementine Ogilvy Spencer-Churchill или Baroness Spencer-Churchill) (1885—1977), жена премьер-министра Великобритании У. Черчилля. Дама Большого Креста ордена Британской империи;

Близнецы:
- сын — Уильям (англ. William Ogilvy Hozier) (1888—1921), лейтенант британского флота;
- дочь — Маргарет Нелли (англ. Margaret Nelly Ogilvy Hozier) (1888—1955), вышла замуж за Бертрама Ромилли, у них было двое детей.